# Banijay
Banijay SAS (ранее Banijay Entertainment, а затем Banijay Group) — один из крупнейших международных производителей и дистрибьюторов контента с более чем 150 продюсерскими компаниями на 22 территориях и мультижанровым каталогом, содержащим более 120 000 часов оригинальных программ. Компания со штаб-квартирой в Париже была основана в январе 2008 года Стефаном Курби, бывшим президентом Endemol France.
За прошедшие годы компания расширилась за счёт множества приобретений, включая покупку Zodiak Media в 2016 году и Endemol Shine Group в 2020 году, когда она приняла своё нынешнее название.
Группа представляет некоторые из самых популярных телевизионных форматов, включая Big Brother, Survivor, Deal or No Deal, Temptation Island, MasterChef, The Money Drop и Wife Swap, а также производит программы по сценариям, такие как Wallander, Peaky Blinders и Black Mirror и другие.

## История
12 января 2009 года Banijay приобрёл 51 % испанской продюсерской компании Cuarzo Producciones, 2 июля приобрёл 50 % немецкого продюсера Brainpool TV и 12 октября всё телевизионное подразделение копенгагенской киностудии Nordisk Film. В марте 2010 года Banijay приобрёл американскую продюсерскую компанию Bunim / Murray Productions за нераскрытую сумму.
В сентябре 2012 года Banijay приобрёл контрольный пакет акций австралийской продюсерской компании Screentime, в которую входило новозеландское подразделение (Screentime New Zealand), и 49 % акций ирландского продюсера Shinawil, проданного в 2015 году. В том же году новыми участниками группы стали французский канал знаменитостей Non Stop People и H2O Productions Сирила Хануны, за ними в 2013 году последовали итальянский продюсерский центр Ambra Multimedia и испанский продюсерский центр DLO Producciones.
В апреле 2014 года Banijay запустил Banijay Studios North America в Лос-Анджелесе, штат Калифорния, США. 9 января 2015 года Banijay приобрёл базирующуюся в Нью-Йорке компанию Stephen David Entertainment.
В июле 2015 года Banijay объявил о слиянии с Zodiak Media; слияние было завершено в феврале 2016 года. Vivendi также стала акционером в 2016 году.
В 2017 году Banijay приобрёл BlackLight Television, Blast и Fearless Minds в Великобритании, запустил YellowBird UK и приобрёл Shauna Events во Франции. В июле того же года Banijay объявил о приобретении продюсерской компании Survivor Castaway Television Productions.
В феврале 2018 года Banijay приобрёл британскую компанию Wonder и Neon Ink Productions с Banijay Studios Italy. Banijay Asia и Banijay Productions Germany были созданы в июне того же года. Portocabo и Terence Films также стали участниками группы в 2018 году.
В октябре 2018 года Banijay вступил в предварительные переговоры о приобретении конкурента Endemol Shine Group, сделка была одобрена годом позже, 26 октября 2019 года.
В октябре 2019 года Good Times и Funwood Media стали частью группы, и компания создала совместное предприятие The Natural Studios вместе с Беар Гриллсом и Делбертом Шупманом.
30 июня 2020 года Европейская комиссия одобрила покупку Banijay Endemol Shine. Покупка была завершена 3 июля 2020 года, в результате чего Banijay взял своё нынешнее имя и увеличил масштаб с 16 территорий до 22. Также он подписал контракт с продюсерской компанией Nineteen11. 15 декабря 2021 года Banijay Rights подписали соглашение с Viaplay, чтобы дать подписчикам доступ к скандинавским драматическим произведениям.

## Проекты
У Banijay есть несколько брендов телевизионных программ и форматов, предназначенных для разных демографических групп. Вот некоторые из наиболее известных программ и форматов, разработанные многочисленными дочерними компаниями и их российские названия и адаптации:

### Телепрограммы
- All Together Now / Ну-ка, все вместе!
- Big Brother / Большой брат
- Bigg Boss
- The Biggest Loser / Взвешенные люди
- The Crystal Maze / Хрустальный лабиринт
- Deal or No Deal / Пан или пропал / Сделка
- Fear Factor / Фактор страха
- Fort Boyard / Форт Боярд
- Hunted / Охота
- The Island with Bear Grylls / Остров с Беаром Гриллсом
- Keeping Up with the Kardashians / Семейство Кардашьян
- Lego Masters
- Location, Location, Location
- MasterChef / МастерШеф
- Mister Maker
- Only Connect
- Pointless
- Popstars / Стань звездой
- Ready Steady Cook
- Shipwrecked
- Survivor / Последний герой
- The Wall / Стена
- Total Divas
- Wife Swap / Обмен жёнами
- Wipeout / Полное уничтожение
- Your Face Sounds Familiar / Один в один! / Точь-в-точь

### Сериалы
- Broadchurch / Убийство на пляже
- Black Mirror / Чёрное зеркало
- Home and Away / Домой и в путь
- Marie Antoinette
- Mr. Bean / Мистер Бин
- One Born Every Minute
- Peaky Blinders / Острые козырьки
- Simon’s Cat / Кот Саймона
- Versailles / Версаль
- Totally Spies!

## Ресурсы
Активы, принадлежащие Banijay, включают:
| Регион/страна              | Кампании |
| -------------------------- | --- |
| Франция                    | - Adventure Line Productions - Banijay Production Media - Banijay Productions - Banijay Studios France - GTV Productions - Banijay Talent - Daze MGMT - DMLS TV - Endemol France - Shine Fiction - Endemol Production - H2O Productions - Jereluc - KM Production - Marathon Studio - Monello Productions - Non Stop People - Pistache TV - Shauna Events - Société Miss France - Talent Lab - Terence Films - Upper Talent |
| Германия                   | - Banijay Productions Germany - Doc Banijay - Banijay Live Artist Brand (BLAB) - Brainpool TV - Raab TV (совместное предприятие со Stefan Raab) - Lucky Pics - Endemol Shine Germany - Endemol Shine Beyond - Rainer Laux Productions (совместное предприятие с Rainer Laux) - Good Humor - Good Times - MadeFor - MTS Künstler Management - SR Management GmbH |
| Израиль                    | - Endemol Shine Israel - Reshet (33 %) - Hadashot 13 (10 %) |
| Италия                     | - 4Friends Film - 4Friends Music - Atlantis Film - Aurora TV - Banijay Italia - L’Officina (совместное предприятие с Fabio Fazio) - Banijay Nonpanic - Banijay Studios Italy - Endemol Shine Italy - Funwood Media - ITV Movie |
| Бенилюкс                   | - Banijay Belgium - Blockbuster Media - Endemol Shine Nederland - Human Factor - NL Film & TV - Totem Media (совместное предприятие с Fonk Film) - Simpel Zodiak - Southfields - TVBV |
| Скандинавские страны       | - Banijay Factory - Banijay Finland - Metronome Productions A/S (Дания) - Endemol Shine Finland - Rubicon TV AS (Норвегия) - Filmlance International AB (Швеция) - Jarowskij (Швеция) - Jarowskij Finland - Mastiff Television (Дания, Норвегия, Швеция) - Meter Television AB (Швеция) - Metronome Post AB (Швеция) - Nordisk Film TV (Дания, Норвегия, Швеция) - Pineapple Entertainment (Дания) - Respirator (Дания) - Yellow Bird (Швеция) - Banijay Nordic Mobile |
| Россия                     | - Вайт Медиа |
| Испания и Португалия       | - Cuarzo Producciones - Dlo/Magnolia - Dlo Producciones - Endemol Portugal - Endemol Shine Iberia - Funwood Media - IMA - Shine Iberia - Diagonal Television - Gestmusic - Telegenia - Zeppelin Television - Tuiwok Estudios |
| Великобритания             | - BlackLight (ранее Touchpaper Television) - Castaway Television Productions - The Comedy Unit - Cut & Mustard - Double Dutch - Douglas Road Productions Limited - Dragonfly Film and Television - Darlow Smithson Productions - Electric Robin - Fearless Minds - Fifty Fathoms - Initial - IWC Media - Kudos - Kudos North - Neon Ink Productions - The Natural Studios (совместное предприятие с Bear Grylls и Delbert Shoopman) - OP Talent - RDF Television - Fizz - RDF West - Remarkable Television - Sharp Jack TV - Shine TV - Shiny Button Productions - Sidney Street - Simon’s Cat Ltd. - Tiger Aspect Productions - Tiger Aspect Comedy - Tiger Aspect Kids and Family - Tiger Aspect Drama - Wild Mercury Productions - Wonder - Little Wonder - Workerbee - Yellow Bird UK - Zeppotron - Definitely - ZnakTV (also in the United States) |
| Соединённые Штаты Америки  | - Banijay Studios North America - Endemol Shine North America - 51 Minds - Authentic Entertainment - Truly Original - Bunim/Murray Productions (United States) - Yellow Bird US (joint venture with Yellow Bird) - Stephen David Entertainment - ZnakTV (также в Великобритании) |
| Латинская Америка          | - Banijay Mexico & U.S. Hispanic - Endemol Shine Latino - Endemol Shine Boomdog (Мехико) - Endemol Shine Brasil |
| Австралия и Новая Зеландия | - Screentime - Screentime New Zealand - Endemol Shine Australia - Endemol Shine Banks |
| Азия                       | - Banijay Asia - Endemol Shine India - Sol |
| Другие страны              | - B&B Endemol Shine (Швейцария; совместное предприятие с Freddy Burger Management) - Endemol Shine Polska - Zodiak Media Ireland |
| Международные              | - Banijay Brands - Banijay Rights - Zodiak Kids |